# Мала на Хрону
Мала на Хрону (слч. Malá nad Hronom, мађ. Kicsind) насељено је мјесто са административним статусом сеоске општине (слч. obec) у округу Нове Замки, у Њитранском крају, Словачка Република.

## Становништво
| Година:    | 1994. | 2004.   | 2014.   | 2024.   |
| ---------- | ----- | ------- | ------- | ------- |
| Број људи: | 421   | 409     | 373     | 381     |
| Разлика:   |       | -2,85 % | -8,80 % | +2,14 % |

| Година:    | 2023. | 2024.   |
| ---------- | ----- | ------- |
| Број људи: | 384   | 381     |
| Разлика:   |       | -0,78 % |

Према подацима о броју становника из 2011. године насеље је имало 392 становника.